# Південний апеляційний господарський суд

Юрисдикція суду

Південний апеляційний господарський суд — апеляційний спеціалізований господарський суд, розміщений у місті Херсоні. Юрисдикція суду поширюється на тимчасово окуповані Автономну Республіку Крим та місто Севастополь.
Суд утворений 25 червня 2018 року на виконання Указу Президента «Про ліквідацію апеляційних господарських судів та утворення апеляційних господарських судів в апеляційних округах» від 29 грудня 2017 року, згідно з яким мають бути ліквідовані апеляційні господарські суди та утворені нові суди в апеляційних округах.
Місцезнаходженням суду згідно з Указом Президента є Севастополь.
До початку роботи цього суду Київським апеляційним господарським судом забезпечується розгляд господарських судових справ, підсудних Севастопольському апеляційному господарському суду, що існував до анексії Криму Росією.

## Керівництво
Голова суду —
 Заступник голови суду —
 Керівник апарату — Селіванова Наталя Петрівна (т.в.о.)